# Suboides
Los Suboides son una casta de la sociedad del planeta ficticio Ix, perteneciente al universo de las novelas de Dune, creadas por Frank Herbert.
Los Suboides son la clase trabajadora del planeta Ix, y son dominados por la Casa Vernius. Son unos hábiles trabajadores manuales, de un escaso nivel intelectual. Tienen una gran docilidad. Soportan vivir en ambientes tóxicos para otras personas, y no tienen problemas psicológicos provenientes de realizar tareas repetitivas, o peligrosas.
Son clones modificados genéticamente para obtener todas las características positivas que poseen.